# Zapadnoindijska federacija
Zapadnoindijska federacija  (eng. West Indies Federation) bila je politika federacija britanskih karipskih kolonija, uključujući Trinidad i Tobago, Barbados, Jamajku te Zavjetrinski otoci i Privjetrinski otoci. Pravno je zasnovana Zakonom o Britanskoj Karipskoj Federaciji (British Caribbean Federation Act). 1957. "Order in Council" proglašen je 1957. i njime je datirano osnivanje, 3. siječnja 1956. godine. Zajednica je postojala do 31. svibnja 1962. godine. Zajednicu su činile današnje Antigva i Barbuda, Barbados, Dominika, Grenada, Jamajka (s Kajmanskim otocima te otočjem Turks i Caicos), Montserrat, Sveti Kristofor, Nevis, i Anguilla, Sveta Lucija, Sveti Vincent i Grenadini, te Trinidad i Tobago. Raspuštena je potkraj svibnja 1962. nakon istupanja Jamajke te Trinidada i Tobaga.
Promatrački status imale su britanske kolonije Britanska Gvajana i Britanski Honduras, koje su poslije postale krunska zemlja Commonwealtha Gvajana te Belize.
Službena himna bila je God Save the Queen, a bila je predložena A Song for Federation koja je poslije postala himnom Trinidada i Tobaga.